# Jondell
Jondell (auch: Catholic islet, dt.: „Katholische Insel“) ist eine Insel der Grenadinen und Teil des Staates St. Vincent und die Grenadinen.

## Geographie
Jondell gehört zu den Grenadinen, einer Inselgruppe der Kleinen Antillen, verwaltungstechnisch gehört sie zum Parish Grenadines. Das Eiland liegt zusammen mit Pelican Rock (Flat Cay), Ellen Rock (Round Cay) und Catholic Island vor der Nordwestküste von Mayreau im Süden der Inselgruppe.